# バラキエル (大天使)

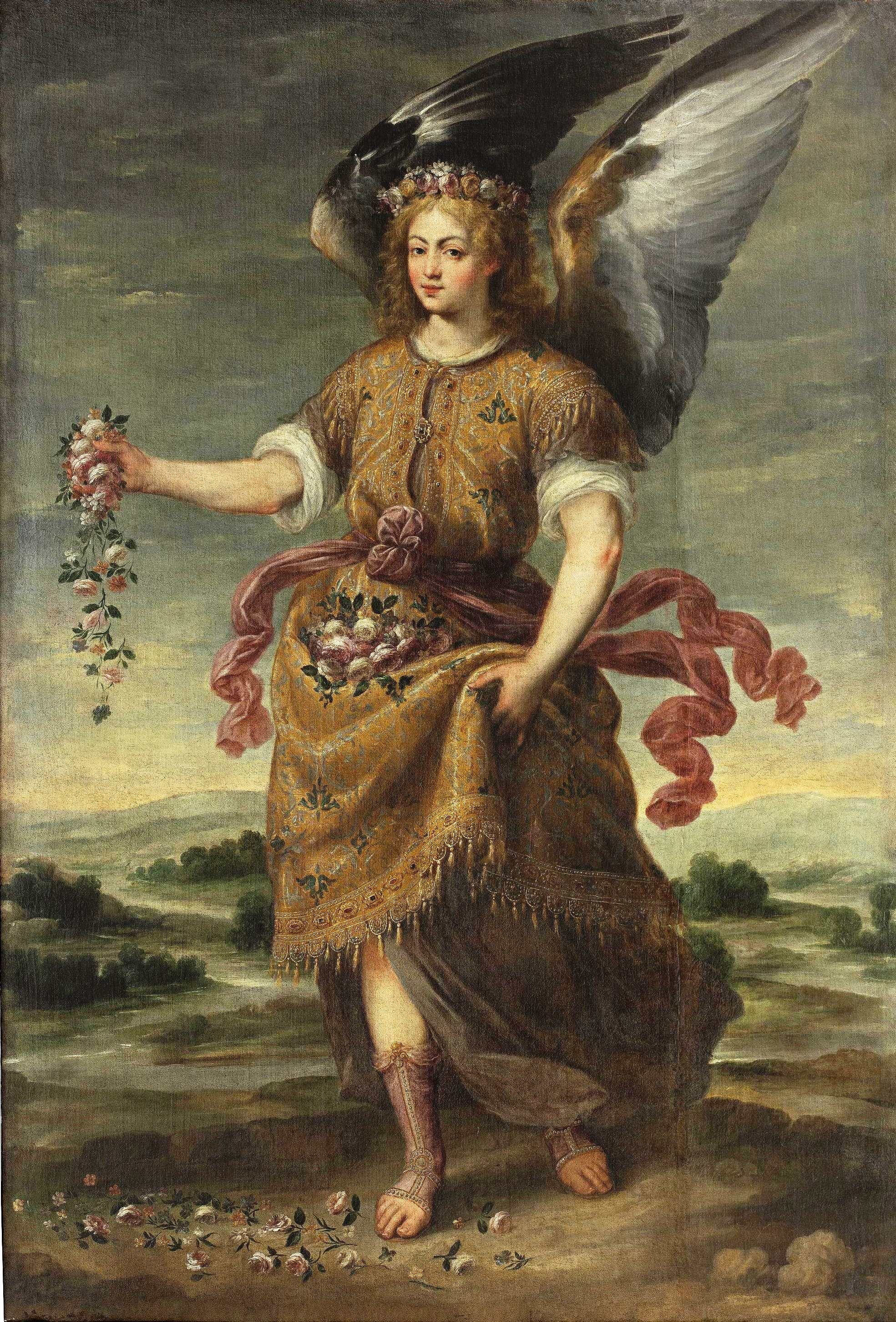
バラキエル

バラキエル（英語: Barachiel、ヘブライ語: ברכיאל‎「神の祝福」）またはバルビエル（Barbiel）、バルキエル（Barchiel、Barkiel）、バラクィエル（Baraqiel）は、正教会の伝統における七大天使の一人である。
『第三エノク書』では彼は、496000もの無数の守護天使たちが仕える王子の一人として記述されている。彼は四人の有力なセラフの一人、第二天と篤信者の王子と主張された。彼は『ソロモンのアルマデル』では第一、第四の聖歌隊の首領天使の一人と記述されている。彼はまた稲妻の天使と看做される。
なお、たまに堕天使として言及されるバラキエルと彼を同一視し得ることが示唆されている。

## 図像表現
イコンでは、バラキエルは時々、白いバラを胸に抱えた、あるいはバラの花びらを衣服とりわけ外套に散らしている。カトリック教会では、パンかごを抱えた姿で表現される。

## 庇護
バラキエルの責務は名のある大天使への祝福と同じくらい様々である。バラキエルは守護天使の首領であり、もしこの大天使に直接祈る者がいないのに気づくと、バラキエルは全ての恩恵を祈り得ると書かれている。
バラキエルは伝統的に2月と双魚宮に関連付けられている。彼はまた時に木星と天蝎宮の支配者と記述されている。

## 参照
1. 1 2  Davidson, Gustav. A Dictionary of Angels, including the Fallen Angels. New York:The Free Press, 1967.
2. 1 2  Bunson, Matthew. Angels A to Z. New York:Crown Trade Paperbacks, 1996. ISBN 0-517-88537-9.
3. ↑  Roeder, Helen. Saints and Their Attributes. Chicago:Henry Regency Company, 1956.
4. ↑  Sisung, Kelle S., editor. Angels A to Z. New York:Gale Research, Inc. 1996. ISBN 0-7876-0489-5.